# Don't Be Afraid of the Dark (album)
| Recensione              | Giudizio |
| ----------------------- | -------- |
| AllMusic                |          |
| Robert Christgau        | A-       |
| Dizionario del Pop-Rock |          |
| 24.000 dischi           |          |

Don't Be Afraid of the Dark è un album del cantante statunitense Robert Cray (accreditato a "The Robert Cray Band"), pubblicato l'8 agosto 1988.

## Descrizione
L'album, pubblicato dalla Mercury su LP, musicassetta e CD, è prodotto da Bruce Bromberg e Dennis Walker. L'interprete è unico autore di 3 brani e partecipa alla stesura di altri 3.
Il brano Acting This Way ottenne una nomination al Grammy Awards 1988 come miglior brano R&B di un gruppo con voce

## Tracce
LP (1988, Mercury Records, 422 834 923-1)
Lato A
1. Don't Be Afraid of the Dark – 3:47 (Dennis Walker)
2. Don't You Even Care? – 3:56 (Robert Cray)
3. Your Secret's Safe with Me – 4:52 (Dennis Walker, Peter Boe)
4. I Can't Go Home – 4:23 (Robert Cray)
5. Night Patrol – 4:43 (David Amy)

Lato B
1. Acting This Way – 4:26 (Peter Boe, Richard Cousins)
2. Gotta Change the Rules – 3:24 (Robert Cray)
3. Across the Line – 4:07 (David Amy, Robert Cray, Ozall Washington, Peter Boe, David Olson)
4. At Last – 3:30 (Robert Cray, Patsy Sermersheim)
5. Laugh Out Loud – 4:20 (Dennis Walker)

## Musicisti
Gruppo
- Robert Cray – voce, chitarra
- Richard Cousins – basso
- Peter Boe – tastiere
- David Olson – batteria

### Altri musicisti
- Wayne Jackson (The Memphis Horns) – tromba, trombone
- Andrew Love (The Memphis Horns) – sassofono tenore
- David Sanborn – sassofono alto (brano: Acting This Way)

### Produzione
- Bruce Bromberg e Dennis Walker – produzione
- Registrazioni effettuate al Sunset Sound e al Sunnyside Studios (Los Angeles)
- Bill Dashiell – ingegnere delle registrazioni
- Mike Kloster – assistente ingegnere delle registrazioni (Sunset Sound)
- Fidel Bell – assistente ingegnere delle registrazioni (Sunnyside Studios)
- Jeff Hendrickson – mixaggio (Village Recorder)
- Charlie Brocco – assistente al mixaggio (Village Recorder)
- Bernie Grundman – mastering (Grundman Mastering)
- Mark Bays – Grafica copertina album
- Chris Thompson – design copertina album
- Deborah Feingold – foto copertina album[9]

## Successo commerciale
Album
| Anno | Classifica              | Posizione raggiunta |
| ---- | ----------------------- | ------------------- |
| 1988 | Billboard 200           | 32                  |
| 1988 | Official Charts Company | 13                  |